# Ешли Хајтс (Северна Каролина)
Ешли Хајтс (енгл. Ashley Heights) насељено је место без административног статуса у америчкој савезној држави Северна Каролина.

## Демографија
По попису из 2010. године број становника је 380, што је 39 (11,4%) становника више него 2000. године.
| Група             | 2000.       | 2010.       |
| Белци             | 195 (57,2%) | 205 (53,9%) |
| Афроамериканци    | 77 (22,6%)  | 83 (21,8%)  |
| Азијати           | 0 (0,0%)    | 0 (0,0%)    |
| Хиспаноамериканци | 23 (6,7%)   | 36 (9,5%)   |
| Укупно            | 341         | 380         |